# Fabrizio Mori
Fabrizio Mori (ur. 28 czerwca 1969 w Livorno) – włoski płotkarz. Złoty medalista Mistrzostw świata w lekkoatletyce w 1999 roku rozgrywanych w Sewilli i srebrny Mistrzostw świata w lekkoatletyce 2001 rozegranych w Edmonton. W tym samym roku ustanowił aktualny do czerwca 2024 rekord kraju 47.54 s.
5-krotnie zwyciężał w Pucharze Europy w lekkoatletyce (1996, 1997, 1999, 2001 oraz 2002). Również 5-krotnie poprawiał rekord kraju. Trzykrotnie brał udział w igrzyskach olimpijskich (1992, 1996, 2000), najwyższe miejsce zanotował podczas igrzysk w Atlancie (1996), gdzie zajął 6. miejsce.